# Madrepora oculata
Madrepora oculata L., 1758, conhecido pelo nome comum de coral ziguezague, é uma espécie de coral duro de águas frias pertencente à ordem Scleractinia, com distribuição cosmopolita nas águas profundas de todos os oceanos, com excepção das regiões polares. Ocorre a profundidades dos 80 aos 1500 m, sendo uma das 12 espécie de coral que ocorrem em todos os oceanos, incluindo a região subantárctica. Em algumas regões oceânicas, entre as quais o Mar Mediterrâneo e o nordeste do Oceano Atlântico, esta espécie domina as comunidades coralinas de profundidade.

## Descrição
A espécie Madrepora oculata apresenta forte variação morfológica, com significativas diferenças em forma e frequência da ramificação, textura e coloração dos ramos e outros aspectos. Esta variabilidade ocorre mesmo entre espécime da mesma colónia de coral.
As colónias de M. oculata são arbustivas, relativamente pequenas, formando grandes agregações de colónias em forma de brdo. Cada colónia assume um aspecto de leque, crescendo até aos 30 a 50 cm de altura, com partes do seu esqueleto quitinoso espessadas que crescem em estruturas lamelares.
Como a sua estrutura esquelética é frágil, incapaz de manter erectas colónias de grande dimensão, razão pela qual a espécie ocorre frequentemente com os seus ramos apoiados entre corais de outras espécies, de estrutura mais robusta, que lhe servem de suporte. Entre essas espécies contam-se Lophelia pertusa e Goniocorella dumosa, que oferecem protecção a colónias de M. oculata, formando com elas associações estáveis. Por esta razão, em áreas onde a espécie é dominante, em geral não forma recifes de coral, ocorrendo antes como pedaços de coral espalhado pelos fundos.
Madrepora oculata produz grande quantidade de muco extracelular, secretado pelo exterior da membrana celular. Este muco age como protecção contra ataques por predadores e evita a instalação de parasitas destrutivos.
Foi assinalada a presença de hipertrofia em pólipos pertencentes a este género, aparentando ser resultado da existência de neoplasmas. O primeiro caso assinalado em espécies do género Madrepora resultou de observações feitas nas águas em torno do arquipélago do Hawaii, onde foram encontrados zooides hipertrofiados. Situações semelhantes foram descritas em colónias de Madrepora oculata na região a noroeste da Austrália, nas águas em torno do Japão, no Estreito da Formosa e em outras áreas, mas nunca foram confirmadas por observações independentes. Uma recente reinterpretação aponta como origem destas deformações a formação de espessamentos resultantes da tumefação de áreas infestadas por parasitas, que levam à formação de vesículas e galhas, e não pela presença de neoplasias causadas por mutação.